# 察东特别自治区
察东特别自治区是1933年至1936年之间日本在中华民国察哈尔省东部扶植的傀儡政权。

## 沿革
1933年3月，日军攻占热河省全境，并将热河省并入满洲国，开始了关东军的“内蒙工作”。不久，日军进攻察哈尔省。东北军崔兴武旅的李守信投降日军，被日军任命为热河游击司令，作为“关东军的谋略部队”。
1933年4月28日，李守信奉日军之命进攻邻近热河省的察哈尔省地区，4月29日占领察哈尔省重镇多伦。7月12日，察哈尔民众抗日同盟軍吉鴻昌等部经过战斗收复多倫。
1933年8月，关东军支持李守信部重新占领多伦。9月22日，设立察东特别自治区，任命李守信为行政长官。同日，李守信通电到任。
1936年5月12日，德穆楚克栋鲁普在德化市（原化德县）成立蒙古军政府，察东特别自治区遂结束。